# Whale Wars – Krieg den Walfängern!

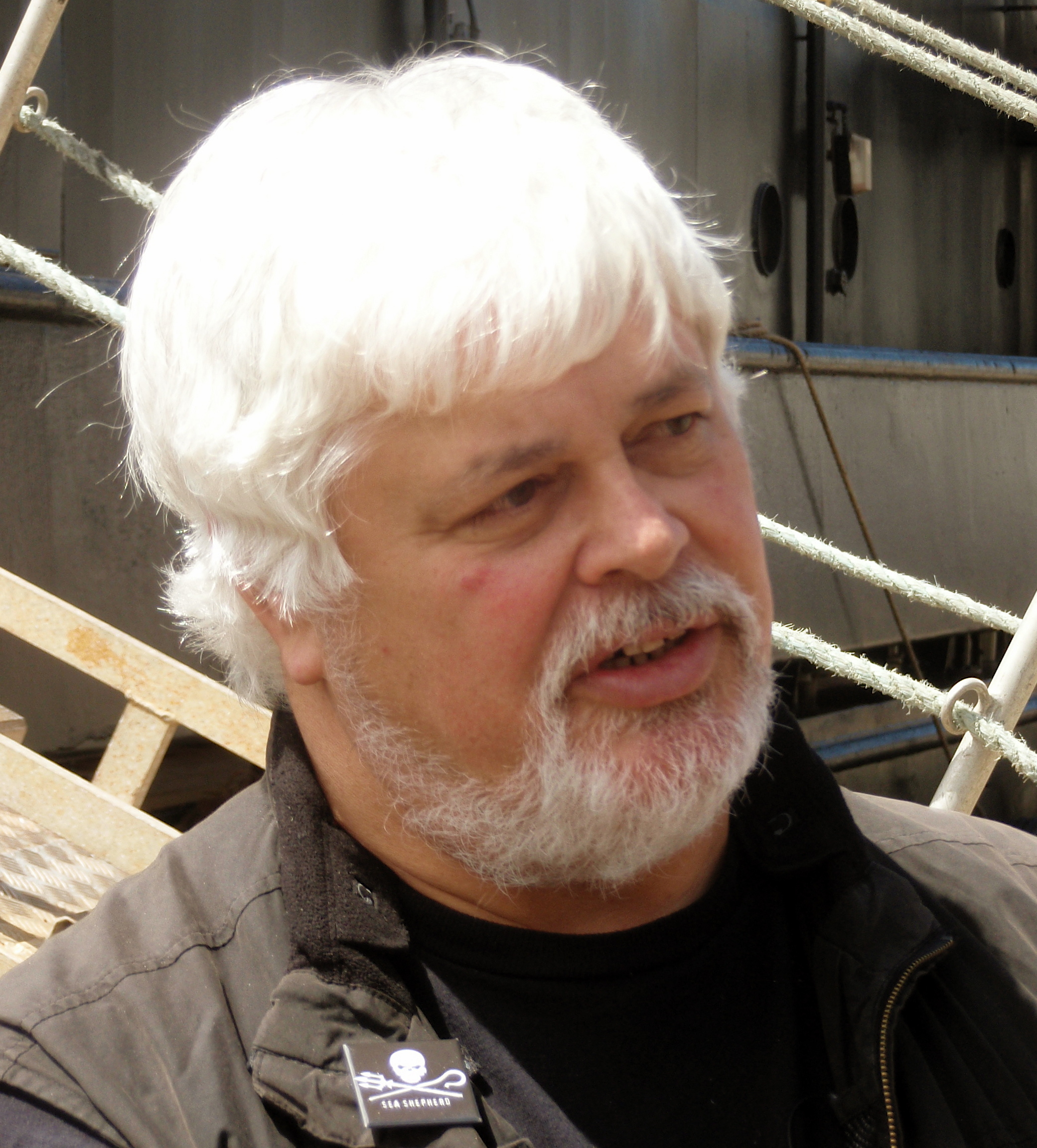
Gründer der Organisation Paul Watson

Whale Wars ist eine in den USA produzierte Reality-Fernsehsendung, die die Sea Shepherd Conservation Society um ihren Gründer Paul Watson beim Kampf gegen die japanische Walfangflotte zeigt. Die Sendung wurde auf DMAX und Animal Planet ausgestrahlt. Die Aktionen und Kampagnen werden dramaturgisch aufbereitet dargestellt. Die Serie führte zu den höchsten Einschaltquoten in der Geschichte des Senders Animal Planet und wurde unter anderem mit einem Genesis Award ausgezeichnet. 2012 entstand der Ableger Whale Wars – Entscheidung im Nordatlantik (orig. Whale Wars: Viking Shores) über den Kampf gegen den färöischen Walfang.

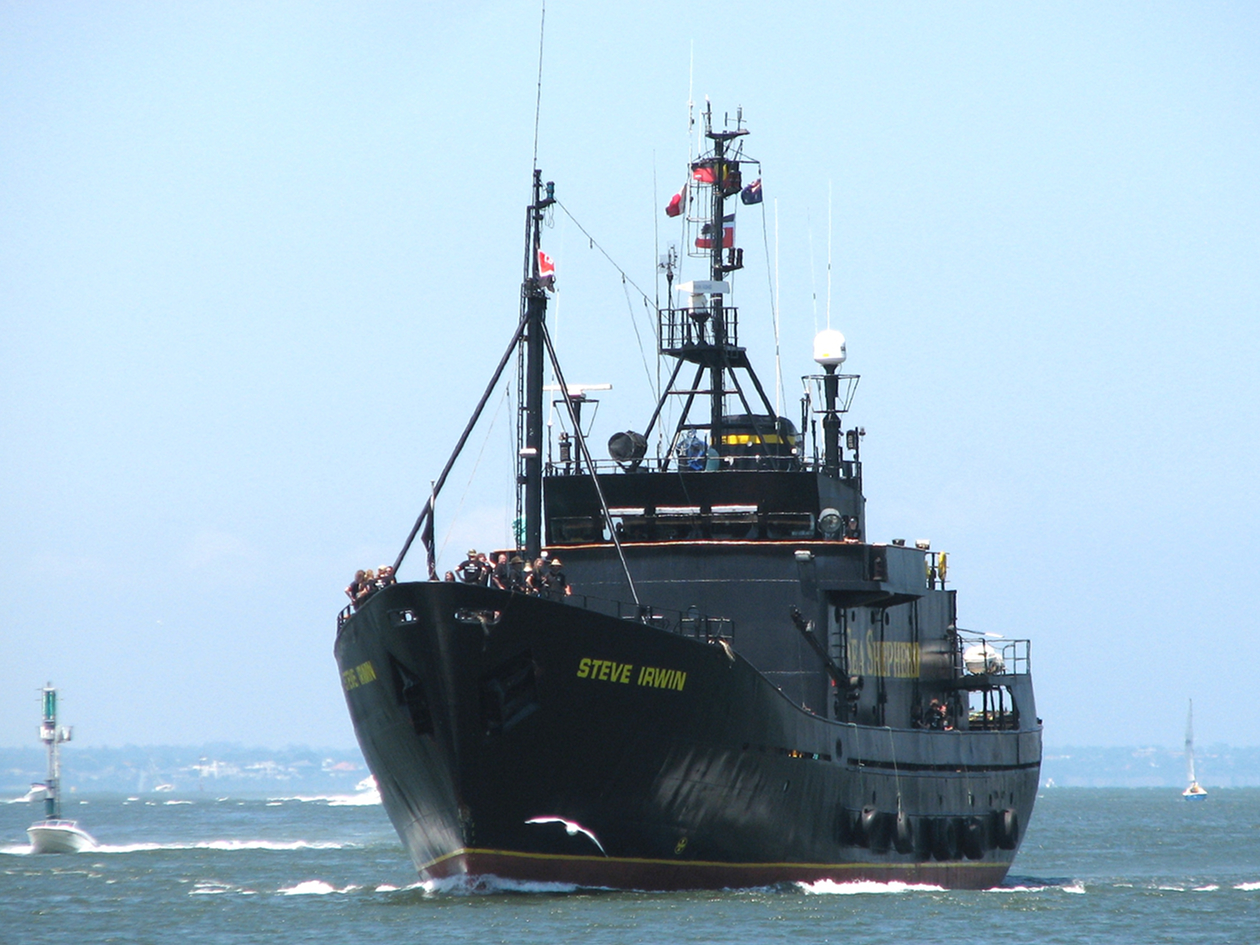
Die Steve Irwin in Melbourne

## Geschichte der Produktion
Im Jahr 2007 hat der Fernsehsender Discovery Channel mit der Produktion der Reality-Doku begonnen. Am 7. November 2008 wurde in den USA die erste Folge auf Animal Planet gesendet. Begleitet werden die Schiffe der Sea Shepherd Conservation Society, die sich zum Ziel gesetzt haben, den Walfang der japanischen Walfangflotte zu stören oder zu beenden. Die Schiffe der Organisation wurden von mehreren Kamerateams begleitet. Begleitet werden fünf der sechs Schiffe der Sea Shepherd: Brigitte Bardot, Bob Barker, Steve Irwin, Sam Simon und, bis zu ihrer Versenkung, Ady Gil.

## Kritik
Peter Brown, erster Offizier der Steve Irwin, äußerte sich in der Dokumentation Paul Watson – Bekenntnisse eines Öko-Terroristen darüber, dass er in der Sendung als „Arschloch“ dargestellt wurde.

## Staffeln
In den vergangenen Jahren wurden 7 Staffeln mit insgesamt über 60 Episoden gedreht. Die 5. Staffel wurde im deutschen Fernsehen 2015 auf dem Sender Animal Planet Deutschland ausgestrahlt. Die Staffel 7 wurde bisher noch nicht im deutschen Fernsehen ausgestrahlt.
| Nr. (ges.) | Nr. (St.) | Deutscher Titel     | Originaltitel                      | Erstausstrahlung USA | Deutschsprachige Erstausstrahlung (D) |
| ---------- | --------- | ------------------- | ---------------------------------- | -------------------- | ------------------------------------- |
| 1          | 1         | Leinen los!         | Needle In A Haystack               | 7. Nov. 2008         | 23. März 2009                         |
| 2          | 2         | Klar zum Entern!    | Nothing’s Ideal                    | 14. Nov. 2008        | 24. März 2009                         |
| 3          | 3         | In den Schlagzeilen | International Incidents R Us       | 21. Nov. 2008        | 25. März 2009                         |
| 4          | 4         | Das Geisterschiff   | We Are Hooligans                   | 28. Nov. 2008        | 26. März 2009                         |
| 5          | 5         | Abbruch der Mission | Doors Slamming And Things Breaking | 5. Dez. 2008         | 27. März 2009                         |
| 6          | 6         | Wieder auf Jagd     | Ladies First                       | 12. Dez. 2008        | 28. März 2009                         |
| 7          | 7         | Schlacht im Eismeer | Boiling Point                      | 19. Dez. 2008        | 29. März 2009                         |

| Nr. (ges.) | Nr. (St.) | Deutscher Titel        | Originaltitel               | Erstausstrahlung USA | Deutschsprachige Erstausstrahlung (D) |
| ---------- | --------- | ---------------------- | --------------------------- | -------------------- | ------------------------------------- |
| 8          | 1         | Die Jagd beginnt       | The Sound Of Ice            | 5. Juni 2009         | 13. Mai 2011                          |
| 9          | 2         | Gefangen im Eis        | The Flexibility Of Steel    | 12. Juni 2009        | 20. Mai 2011                          |
| 10         | 3         | Fette Beute            | As Bad As Our Bark          | 19. Juni 2009        | 27. Mai 2011                          |
| 11         | 4         | Mann über Bord         | Yum Yum, Eat Crow           | 26. Juni 2009        | 3. Juni 2011                          |
| 12         | 5         | Anthrax-Alarm          | The Unintimidatables        | 10. Juli 2009        | 10. Juni 2011                         |
| 13         | 6         | Bereit zum Angriff     | With A Hook                 | 17. Juli 2009        | 17. Juni 2011                         |
| 14         | 7         | Vom Jäger zum Gejagten | The Desire To Fling Things  | 24. Juli 2009        | 24. Juni 2011                         |
| 15         | 8         | Schweres Geschütz      | Bait And Switch             | 31. Juli 2009        | 1. Juli 2011                          |
| 16         | 9         | Ein gewagtes Manöver   | The Crazy Ivan              | 7. Aug. 2009         | 8. Juli 2011                          |
| 17         | 10        | Ein Alptraum wird wahr | The Stuff Of Nightmares     | 14. Aug. 2009        | 15. Juli 2011                         |
| 18         | 11        | Auf Kollisionskurs     | Overlooking A Forlorn Shore | 21. Aug. 2009        | 22. Juli 2011                         |

| Nr. (ges.) | Nr. (St.) | Deutscher Titel            | Originaltitel            | Erstausstrahlung USA | Deutschsprachige Erstausstrahlung (D) |
| ---------- | --------- | -------------------------- | ------------------------ | -------------------- | ------------------------------------- |
| 19         | 1         | In Bedrängnis              | Surrounded By Spies      | 4. Juni 2010         | 2. Aug. 2012                          |
| 20         | 2         | Unter Spannung             | Crossing Danger          | 11. Juni 2010        | 9. Aug. 2012                          |
| 21         | 3         | Höllentrip                 | From Hell’s Heart        | 18. Juni 2010        | 16. Aug. 2012                         |
| 22         | 4         | Der Hinterhalt             | Stealth Attack           | 25. Juni 2010        | 23. Aug. 2012                         |
| 23         | 5         | Im Jagdfieber              | The Thrill Of The Chase  | 9. Juli 2010         | 30. Aug. 2012                         |
| 24         | 6         | Desaster auf offener See   | Sliced In Two            | 16. Juli 2010        | 6. Sep. 2012                          |
| 25         | 7         | Wer zuletzt lacht          | Revenge Is Mine          | 23. Juli 2010        | 6. Sep. 2012                          |
| 26         | 8         | Die Ruhe vor dem Sturm     | Ready To Snap            | 30. Juli 2010        | 13. Sep. 2012                         |
| 27         | 9         | Blutiger Pfad              | A Bloody Trail           | 6. Aug. 2010         | 13. Sep. 2012                         |
| 28         | 10        | Die Stunde Null            | Zero Hour                | 13. Aug. 2010        | 20. Sep. 2012                         |
| 29         | 11        | Der Konkurrenz im Nacken   | Fire In The Sky          | 20. Aug. 2010        | 20. Sep. 2012                         |
| 30         | 12        | Vendetta                   | Vendetta                 | 27. Aug. 2010        | 27. Sep. 2012                         |
| 31         | 13        | Von Angesicht zu Angesicht | To The Ends Of The Earth | 27. Aug. 2010        | 27. Sep. 2012                         |
| 32         | 14        | –                          | From Pirate To Prisoner  | 6. Sep. 2010         |                                       |

| Nr. (ges.) | Nr. (St.) | Deutscher Titel            | Originaltitel             | Erstausstrahlung USA | Deutschsprachige Erstausstrahlung (D) |
| ---------- | --------- | -------------------------- | ------------------------- | -------------------- | ------------------------------------- |
| 33         | 1         | Verstärkung für die Flotte | Battle Cry                | 3. Juni 2011         | 13. Juli 2012                         |
| 34         | 2         | Kein Entkommen             | No Escape                 | 10. Juni 2011        | 20. Juli 2012                         |
| 35         | 3         | Der Unterwasser-Einsatz    | Ghosts In The Machine     | 17. Juni 2011        | 27. Juli 2012                         |
| 36         | 4         | Eiswasser                  | The Devils Icebox         | 24. Juni 2011        | 3. Aug. 2012                          |
| 37         | 5         | Das Versorgungsschiff      | Tracking The Enemy        | 8. Juli 2011         | 10. Aug. 2012                         |
| 38         | 6         | S.O.S.                     | Race To Save Lives        | 15. Juli 2011        | 17. Aug. 2012                         |
| 39         | 7         | Jagd auf die Nisshin Maru  | Enemy In Their Grasps     | 22. Juli 2011        | 24. Aug. 2012                         |
| 40         | 8         | Der Feind im Rücken        | Battle Stations           | 29. Juli 2011        | 31. Aug. 2012                         |
| 41         | 9         | David gegen Goliath        | The Giant Enemy           | 5. Aug. 2011         | 7. Sep. 2012                          |
| 42         | 10        | Tag der Entscheidung       | The Battle Unfolds        | 12. Aug. 2011        | 14. Sep. 2012                         |
| 43         | 11        | Rettet die Meere!          | Delivering The Final Blow | 12. Aug. 2011        | 21. Sep. 2012                         |
| 44         | 12        | Das Exklusiv-Interview     | War Stories               | 12. Aug. 2011        | 28. Sep. 2012                         |

| Nr. (ges.) | Nr. (St.) | Deutscher Titel    | Originaltitel     | Erstausstrahlung USA | Deutschsprachige Erstausstrahlung (D) |
| ---------- | --------- | ------------------ | ----------------- | -------------------- | ------------------------------------- |
| 45         | 1         | Nicht willkommen!  | Bad Blood         | 27. Apr. 2012        | 14. Feb. 2013                         |
| 46         | 2         | Vereinte Kräfte    | Battle Cry        | 4. Mai 2012          | 21. Feb. 2013                         |
| 47         | 3         | Mit roher Gewalt   | Into The Fire     | 11. Mai 2012         | 28. Feb. 2013                         |
| 48         | 4         | Freund oder Feind? | Friends & Enemies | 18. Mai 2012         | 7. März 2013                          |
| 49         | 5         | Auf Kollisionskurs | Collision Course  | 18. Mai 2012         | 14. März 2013                         |

| Nr. (ges.) | Nr. (St.) | Deutscher Titel          | Originaltitel               | Erstausstrahlung USA | Deutschsprachige Erstausstrahlung (D) |
| ---------- | --------- | ------------------------ | --------------------------- | -------------------- | ------------------------------------- |
| 50         | 1         | –                        | Battle Scars                | 1. Juni 2012         |                                       |
| 51         | 2         | Die Falle von Lombok     | Setting The Trap            | 1. Juni 2012         | 3. Jan. 2015                          |
| 52         | 3         | Auf Messers Schneide     | Games Of Chance             | 8. Juni 2012         | 10. Jan. 2015                         |
| 53         | 4         | Tödliche Gewässer        | Dead In The Water           | 15. Juni 2012        | 17. Jan. 2015                         |
| 54         | 5         | Im Angesicht des Feindes | Into The Belly Of The Beast | 22. Juni 2012        | 24. Jan. 2015                         |
| 55         | 6         | Grenzüberschreitung      | Crossing The Line           | 29. Juni 2012        | 31. Jan. 2015                         |
| 56         | 7         | Volles Risiko            | Never Say Die               | 6. Juli 2012         | 7. Feb. 2015                          |
| 57         | 8         | Gegenschlag              | Counterstrike               | 13. Juli 2012        | 14. Feb. 2015                         |
| 58         | 9         | Ziel im Visier           | Target Acquired             | 20. Juli 2012        | 14. Feb. 2015                         |

| Nr. (ges.) | Nr. (St.) | Deutscher Titel    | Originaltitel     | Erstausstrahlung USA | Deutschsprachige Erstausstrahlung (D) |
| ---------- | --------- | ------------------ | ----------------- | -------------------- | ------------------------------------- |
| 59         | 1         | Ein neuer Anführer | A Commander Rises | 13. Dez. 2013        | 28. Feb. 2015                         |

| Nr. (ges.) | Nr. (St.) | Deutscher Titel           | Originaltitel      | Erstausstrahlung USA | Deutschsprachige Erstausstrahlung (D) |
| ---------- | --------- | ------------------------- | ------------------ | -------------------- | ------------------------------------- |
| 60         | 1         | Alles auf eine Karte      | The Devil’s Den    | 2. Jan. 2015         |                                       |
| 61         | 2         | Auge um Auge              | Fight to the Death | 2. Jan. 2015         |                                       |
| 62         | 3         | In den dunkelsten Stunden | The Darkest hour   | 2. Jan. 2015         |                                       |